# Овчари (Свентокшиське воєводство)
Овчари (пол. Owczary) — село в Польщі, у гміні Бусько-Здруй Буського повіту Свентокшиського воєводства.
Населення — 756 осіб (2011).
У 1975-1998 роках село належало до Келецького воєводства.

## Демографія
Демографічна структура на день 31 березня 2011 року:
|          | Загалом | Допрацездатний вік | Працездатний вік | Постпрацездатний вік |
| -------- | ------- | ------------------ | ---------------- | -------------------- |
| Чоловіки | 381     | 86                 | 256              | 39                   |
| Жінки    | 375     | 83                 | 224              | 68                   |
| Разом    | 756     | 169                | 480              | 107                  |